# Castelo Huntingtower

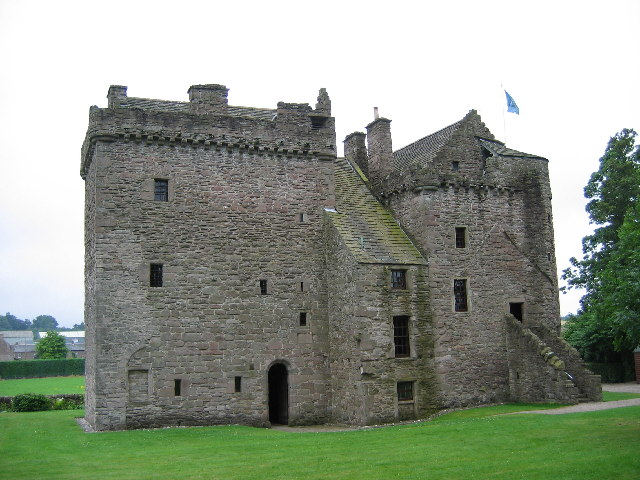
Castelo de Huntingtower, Escócia.

Castelo de Huntingtower, também conhecido como Castelo de Ruthven, localiza-se a Oeste da cidade de Perth, no centro da Escócia.

## História
O castelo foi construído no século XV pelo clã Ruthven e por isso ficou conhecido, por séculos, como a casa ou lugar de Ruthven.
No Verão de 1582, foi ocupado pelo 4º Lorde Ruthven, 1º conde de Gowrie, e sua família. Este nobre envolveu-se em uma trama para sequestrar o jovem Jaime VI da Escócia.

## Características
O castelo compreende duas torres apalaçadas. O hall da torre Oriental tem um teto ricamente pintado.